# Петар Шувалов
Петар Иванович Шувалов (рус. Пётр Иванович Шувалов; 1711 — 15. јануар 1762) био је руски генералфелдмаршал. Такође је упамћен као оснивач Ижевска, главног града Удмуртије.
Као командант артиљерије формирао је сву пољску артиљерију у два пука; организовао једнообразну обуку официра; увео војне коморе; увео за вучу артиљеријског оруђа уместо најамних државне коње; регулисао норме за тежину оруђа, лафета и муницијских кара; увео је пуњење оруђа са унапред измереном количином барута смештеном у кесице, уместо одмеравања и сипања барута у цев кашиком. Конструисао је „тајну“ хаубицу, а у наоружање увео једнорог чија је конструкција дуго време њему погрешно приписивана. 